# William Gregory Lee
William Gregory Lee (Virginia Beach, Virgínia, 24 de Janeiro de 1973) é um famoso ator americano. É um amigo próximo de Renee O'Connor e Adrienne Wilkinson.

## Curiosidades
- Quebrou o nariz nas gravações de Dark Angel.

## Estado civial
- Casou-se em 2002 separando-se em 2006.

## Filmografia
- Dismal (2007)
- Mexican Sunrise (2006)
- Dante's Cove (2005-2006)
- Tripping Forward (2006)
- Las Vegas (2006)
- Navy NCIS (2005)
- The Cabinet of Dr. Caligari (2005)
- Hell to Pay (2005)
- Sam's Lake (2005)
- Nip/Tuck (2004)
- Cruel Intentions 3 (2004)
- In Enemy Hands (2004)
- JAG (2002-2003)
- Run of the House (2003)
- Beauty and the Beast (2003)
- Wolves of Wall Street (2002)
- Fits and Starts (2002)
- Wheelmen (2002)
- Dark Angel (2001)
- V.I.P. (2001)
- Baywatch (2001)
- Xena: Warrior Princess (2000-2001)
- Brutally Norman (2000)
- Clueless (1999)
- Wind on Water (1998)
- Beverly Hills, 90210 (1997)
- Anything Once (1997)
- A Kiss So Deadly (1996)
- Father (1996)